# 小行星8282
小行星8282（8282 Delp）是一颗绕太阳运转的小行星，为主小行星带小行星。该小行星于1991年9月10日发现。

## 轨道参数
小行星8282的轨道半长轴为3.0902232 UA，离心率为0.168。